# Westchester Square – East Tremont Avenue
Westchester Square – East Tremont Avenue – stacja początkowa metra nowojorskiego, na linii 6. Znajduje się w dzielnicy Bronx, w Nowym Jorku i zlokalizowana jest pomiędzy stacjami Middletown Road i Zerega Avenue. Została otwarta 24 października 1920.